# Centre d'études francoprovençales
Il Centre d'études francoprovençales "René Willien" (CEFP) è un centro culturale situato a Saint-Nicolas, in Valle d'Aosta. 
Dal 1967 si occupa di studiare, diffondere e promuovere la lingua francoprovenzale e di sviluppare studi linguistici ed etnologici relativi all'area francoprovenzale. È diretto da Christiane Dunoyer. 

## Descrizione
Il Centre d'études, inaugurato il 16 ottobre 1967, fu inizialmente ospitato al primo piano del Museo Cerlogne in località La Cure, a Saint-Nicolas.
Il 12 novembre 1988 è stata inaugurata la nuova sede nella frazione Fossaz Dessus, a Saint-Nicolas, intitolata a René Willien, scrittore e autore di testi teatrali che ha diretto il Centre fino al 1979. 
La sede è una vecchia casa contadina del XVIII secolo, interamente restaurata dagli architetti Louis Bochet e Alberto Breuvé, che riproduce la tipica struttura delle "maisons paysannes" (case contadine) della Valle d'Aosta. Al piano terra si trova la stalla (le bòou), al primo piano si trovano la cucina (la meisòn) e la camera da letto (la tsambra), mentre al secondo piano il fienile (le pailler). La sede ospita anche l'archivio del Concours Cerlogne e il Museo Cerlogne.

## Attività

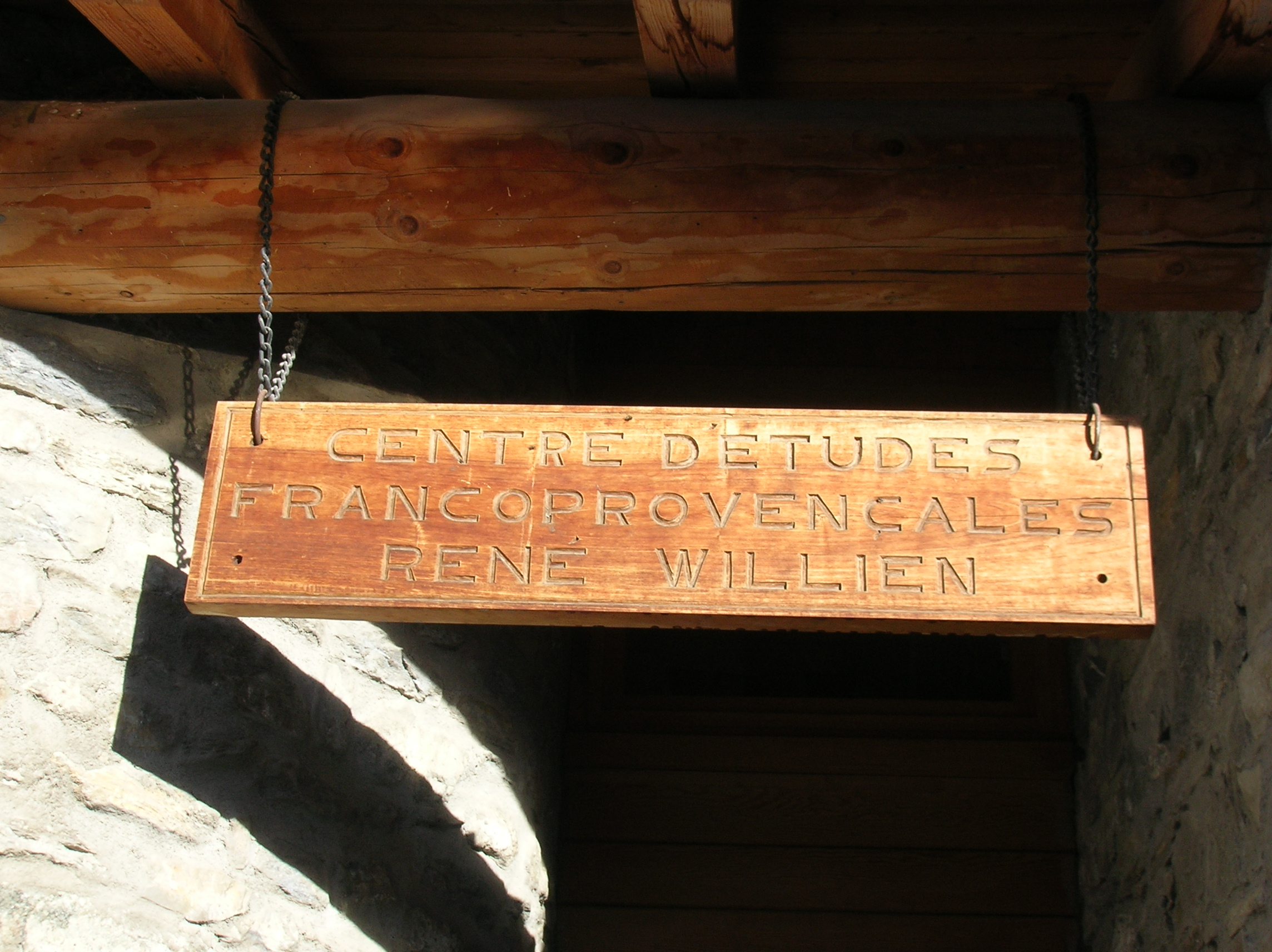
Insegna all'entrata del CEFP.

Il Centre è aperto ai ricercatori di tutto il mondo e collabora con varie istituzioni del mondo francoprovenzale nelle regioni limitrofe della Francia e della Svizzera francofona, oltre che lavorare con numerose Università e centri di ricerca nel quadro di progetti scientifici riguardanti la dialettologia, la linguistica, l'etnologia, l'antropologia e la sociolinguistica.    
Il Centre è stato il fautore del Concours Cerlogne, un concorso di poesia, teatro e musica in patois riservato agli allievi della scuola primaria in Valle d'Aosta, che è organizzato ogni anno a partire dal 1963. È anche il promotore di due lavori scientifici di ampia portata, l'Atlas des Patois Valdôtains et l'Enquête toponymique, realizzati grazie alla partecipazione dell'Amministrazione regionale. 
Il Centre collabora con il Bureau régional pour l'ethnologie et la linguistique (BREL), di Aosta, e fa parte del Conseil International du Francoprovençal (CIF), un organismo nato dall'esigenza di coordinare iniziative di tipo culturale, e della Fédération romande et internationale du patois (Frip), che ha lo scopo di dirigere l'organizzazione delle feste annuali che si tengono a turno nelle diverse regioni dell'area. 
I temi su cui il Centre è maggiormente impegnato sono la ricerca scientifica e la promozione della cultura francoprovenzale. A tal proposito, in collaborazione con l'Assessorato dell'Educazione e della Cultura, il Centre organizza una conferenza annuale, in alternanza linguistica ed etnologica, al fine di fare il punto su questioni importanti, di riunire i principali esperti del settore e di promuovere nuovi temi di riflessione. L'ultima edizione (Transmission, revitalisation et normalisation, Saint-Nicolas, 7 novembre 2015) è stata completamente ripresa e trasmessa in diretta via web.